# 考茨基效应
考茨基效应（英語：Kautsky effect），也称感生荧光衰变效应，是指光照射植物的叶或其它含叶绿素工作时所产生的荧光随时间变化的现象，它是汉斯·考茨基和A·赫希于1931年发现的。这种变化的过程实质反映了植物的光合成机制受光照，工作后随时间的变化。
光照射植物叶或藻类，其发出的荧光强度随时间变化主要可分为三个阶段：
- 上升段（从光照开始上升至约1毫秒）；
- 高峰段（从光照约1毫秒至10分之1秒）；
- 平缓下降段（从光照约10分之1秒至100秒或更长）。

荧光强度的上升段是由于植物光系统的反应中心达到饱和状态。之后受到光化学抑制作用，荧光强度开始减少。随后。荧光还会平缓减少，是由于加入一种非化学抑制的效应，它是植物自我保护的一种防止光吸收过多的效应。这种效应的实质现在尚未确定，还在争论之中。